# پروکتورویل، اوهایو
پروکتورویل (به انگلیسی: Proctorville) یک روستا در ایالات متحده آمریکا است که در شهرستان لارنس، اوهایو واقع شده‌است. پروکتورویل ۰٫۷۰ کیلومتر مربع مساحت و ۵۷۴ نفر جمعیت دارد و ۱۶۹ متر بالاتر از سطح دریا واقع شده‌است.